# Ouro Preto do Oeste (ort)
Ouro Preto do Oeste är en ort i Brasilien.   Den ligger i kommunen Ouro Preto do Oeste och delstaten Rondônia, i den centrala delen av landet, 1 600 km väster om huvudstaden Brasília. Ouro Preto do Oeste ligger 214 meter över havet och antalet invånare är 26 683.
Terrängen runt Ouro Preto do Oeste är huvudsakligen platt, men norrut är den kuperad. Det finns inga andra samhällen i närheten.
Omgivningarna runt Ouro Preto do Oeste är huvudsakligen savann. Runt Ouro Preto do Oeste är det glesbefolkat, med 20 invånare per kvadratkilometer.